# Groupe monogène
En mathématiques et plus précisément en théorie des groupes, un groupe monogène est un groupe tel qu'il existe un élément a du groupe tel que tout élément du groupe puisse s'exprimer sous forme d'un multiple de a (en notation additive) ou comme puissance (en notation multiplicative) ; cet élément a est appelé générateur du groupe. Autrement dit, un groupe monogène est un groupe qui admet un singleton comme partie génératrice.
Lorsque le groupe est fini, on parle plutôt de groupe cyclique.
Il n'existe, à isomorphisme près, qu'un seul groupe infini monogène : le groupe additif dénombrable ℤ des entiers relatifs et, pour tout entier n > 0, qu'un seul groupe cyclique d'ordre n : le groupe quotient ℤ/nℤ — également noté ℤn ou Cn — de ℤ par le sous-groupe des multiples de n.
En particulier, tout groupe monogène est commutatif.